# Hermanos Alva
Los Hermanos Alva, pioneros del cine mexicano, eran cuatro: Salvador, Guillermo, Eduardo y Carlos. Poco se sabe de sus vidas. Se ignora hasta sus fechas de nacimiento y muerte, así como su estado civil. Fueron directores, productores y documentalistas de la primera época de la cinematografía, del cine mudo. Se sabe que eran originarios de Morelia, Michoacán, de donde salieron en 1906 rumbo a la Ciudad de México, para crear una cadena de exhibición de películas o "vistas", como se les llamaba en ese tiempo.
Entre 1906 y 1914 registraron con su cámara diversos aspectos de la vida cotidiana en una serie de documentales: casi siempre fueron filmes breves sobre fiestas populares, corridas de toros y paisajes . A través de su cámara filmaron también algunos acontecimientos políticos de la época, relacionados con Porfirio Díaz, luego con Francisco I. Madero, de quien fueron seguidores, y de Victoriano Huerta, cuando era presidente. Sus aportaciones en imágenes cinematográficas han sido de gran importancia en el estudio de la primera etapa de la Revolución Mexicana. En 1912, los hermanos Alva hicieron también una película de ficción: El aniversario del fallecimiento de la suegra de Enhart.

## Antecedentes
En 1895 los hermanos Lumière patentaron y exhibieron su cinematógrafo (cinematographè) en París. Tras diversos éxitos, decidieron enviar agentes a distintas partes del mundo para exhibir sus películas y filmar escenas de la vida cotidiana. A México mandaron a Gabriel Veyre, quien llegó a finales de julio de 1896 en un ferrocarril proveniente de Nueva York. Pocos días después, el 6 de agosto, Veyre dio la primera función de cine del país, en el Castillo de Chapultepec al presidente Porfirio Díaz, familiares e invitados selectos. La sesión se prolongó hasta entrada la madrugada. El 14 del mismo mes, la prensa y la élite tuvieron su exhibición y al otro día, el viernes 15, se hizo la primera función pública.
Veyre rodó 35 “vistas” dos de ellas de la familia Díaz Romero Rubio, ocho del presidente en los alrededores del Castillo y el resto de distintas escenas cotidianas, todas de 1896. Su influencia fue definitiva en esa etapa del cine mexicano: su estilo y forma narrativa fueron imitados por los primeros camarógrafos nacionales, como Salvador Toscano, Guillermo Becerril, Enrique Rosas y los mismos hermanos Alva
Tras migrar de Michoacán a la Ciudad de México, los hermanos Alva rodaron su primer filme en 1906 “Kermesse en el jardín del Carmen en honor de la Señora Carmen Romero Rubio”, quien era esposa del presidente Porfirio Díaz. En ese mismo año, crearon una pequeña cadena de exhibición, en asociación con su tío Ramón Alva Romano, la sala Academia Metropolitana donde exhibieron algunas de sus primeras películas
En 1907 filmaron “Plaza de la Constitución”, más conocida como Zócalo, ubicado en el centro de la Ciudad de México, que fue escenario recurrente en diversos filmes . En ese mismo año, los hermanos Alva se asocian con Enrique Rosas, pionero en el medio cinematográfico, con el objetivo de filmar actualidades; dicha unión durará hasta fines de 1909 .
En 1908, se inauguró el Teatro de Cervantes ubicado en la segunda calle de Lecumbrerri, y en poco tiempo se convirtió en una sala permanente de cine adquirida por los hermanos Alva transformándola en la sala de cine más popular de la segunda década del siglo XX, que además del favor del público mereció el mote del teatro “María Tepaches” .

## “Vistas” políticas del porfiriato

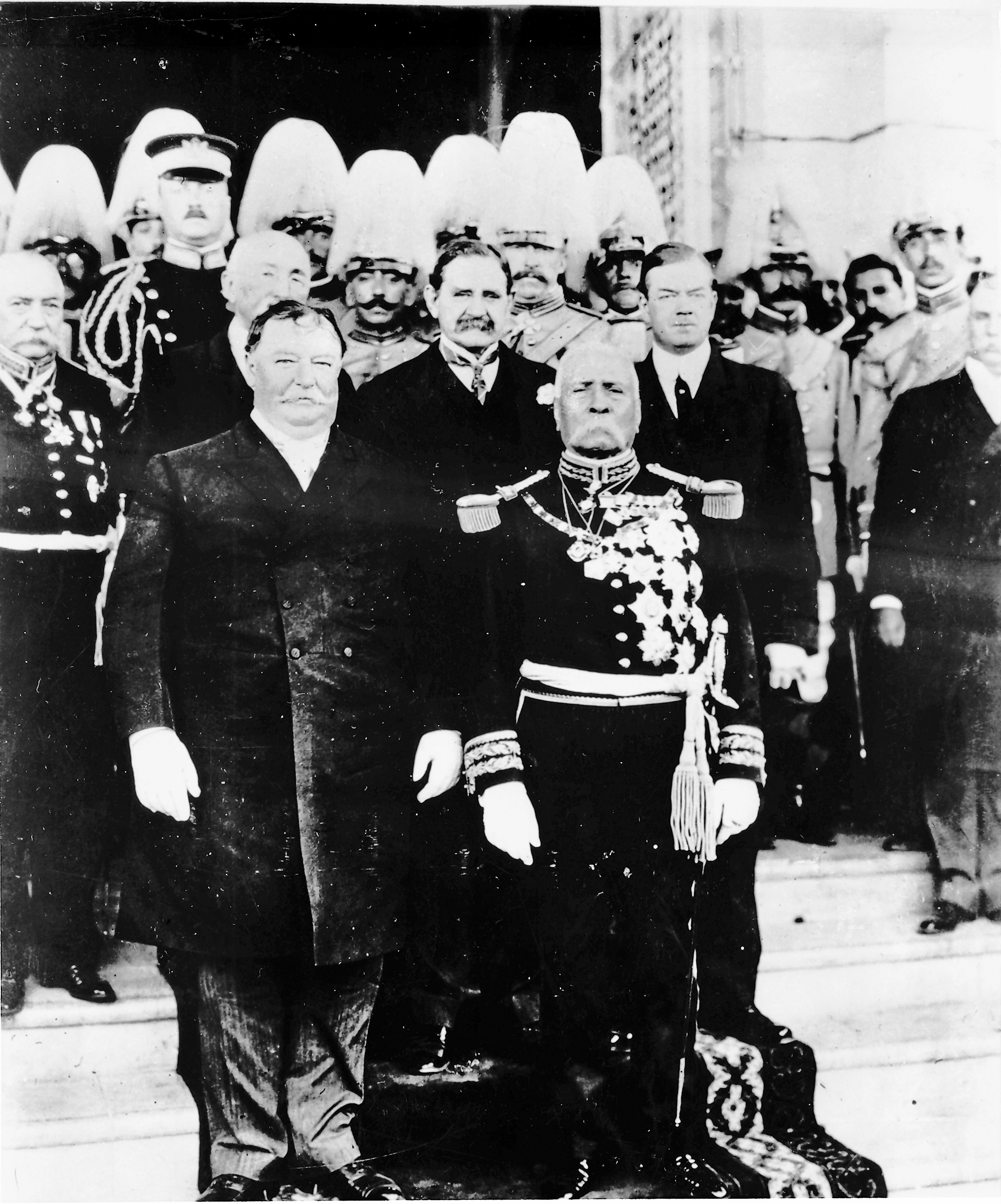
Los presidentes William Howard Taft y Porfirio Díaz en su histórica cumbre en Ciudad Juárez, México. Parte del documental de los hermanos Alva "Entrevista de los Presidentes Díaz-Taft".

Una de las “vistas” más conocidas de los hermanos de Alva es “La entrevista Díaz-Taft” llevada a cabo en Ciudad Juárez en 1909. En ella, destacan en su estilo. De una forma secuencial y lineal narran el viaje hasta la frontera logrando imprimir el concepto de “cine verdad” a la par que hacen periodismo . Otro filme destacado de los Hermanos Alva durante esta primera etapa, es aquel de la visita oficial que el Marqués de Polavieja efectuó a la ciudad de Toluca en 1910, rodado bajo el título “Fiestas en Toluca dadas en honor del Excelentísimo Señor Marqués de Polavieja”. 
Camilo García de Polavieja y del Castillo-Negrete, fue el embajador especial de España para las fiestas del Centenario de la Independencia Mexicana, y se presentó ante Porfirio Díaz el 7 de septiembre de 1910. El evento, filmado por los hermanos Alva, muestra que entre los obsequios que el marqués entregó al gobierno mexicano a nombre del rey Alfonso XIII, estaba el uniforme de generalísimo del insurgente José María Morelos y Pavón .

## Actividad durante la Revolución Mexicana
La revolución fue un proceso histórico razonablemente bien filmado para su tiempo. Casi la totalidad de filmaciones que se hicieron en estos años fueron documentales-reportajes, y las películas de los hermanos Alva no fueron la excepción . Salvo “El aniversario de la muerte de la suegra de Enhart” (1913), la primera película cómica mexicana inspirada en el estilo de Max Linder, el séptimo arte en México se concentró dentro del género documental .  La industria cinematográfica en su mayoría estaba constituida por pequeños talleres familiares en los que se concentraban todas las fases del negocio, desde el rodaje de los filmes hasta su exhibición. La compañía cinematográfica de los Alva vio acentuada con los años de guerra la precaria situación de su empresa familiar, a la que le resultaba más económico echar a andar la cámara para registrar los acontecimientos de forma lineal y exhibirlos sin mayores modificaciones .
Los documentales de los hermanos Alba sirvieron un fin periodístico, tal como lo muestran las cintas “Viaje triunfal del jefe de la revolución don Francisco I. Madero desde Ciudad Juárez hasta la Ciudad de México” (1911) y “La revolución orozquista” (1912). Se trataba de filmar aquello que acababa de suceder en torno a las movilizaciones armadas a fin de que el espectador estuviera enterado. De igual manera, se utilizaron los documentales de los Alba con fines políticos propagandísticos . Salvador Toscano no fue el único que hizo propaganda cinematográfica por el gobierno maderista, Guillermo Becerril y los hermanos Alva también fueron contratados por este gobierno.
Ya en junio, los Alva filmaron el reportaje “Viaje del Señor Madero de Ciudad Juárez a la ciudad de México 1911”. Contrario a lo que enuncia el título, el reportaje comenzó en San Luis Potosí. Madero no pudo partir de Ciudad Juárez puesto que la vía del tren había sido cortada entre esa población y Torreón. Por lo que tuvo que salir del país, e iniciar su recorrido en Ciudad Porfirio Díaz (hoy piedras Negras) . La película muestra la entrada de Madero al territorio mexicano por el puente internacional, en su largo y vitoreado viaje hasta su arribo triunfal a la Ciudad de México. Los salones de cine y la prensa de la época ponían énfasis en la autenticidad de las películas documentales, destacaban la peligrosa misión de los camarógrafos e insistían en el valor realista de las tomas. Al anunciar el reportaje de la Revolución Orquesta (1912), de los hermanos Alva, en el célebre Salón Rojo de la Ciudad de México se resaltaba que la cinta había sido lograda felizmente después de no pocos peligros para los cineastas en los campos de batalla.
En “Angustias y Zozobras” de 1913, los Alva se ocuparon de los sangrientos acontecimientos que sucedieron en la Ciudad de México entre el 9 y el 20 de febrero de ese año, en la llamada Decena Trágica. Más allá de las opiniones de los hermanos por el gobierno establecido por Victoriano Huerta, ellos se esforzaron por adoptar una actitud imparcial en sus vistas . Esta visión se exhibe en el filme del entierro del presidente Madero, sirviendo como un documental informativo del acontecimiento. En efecto, en el funeral de Francisco I. Madero (1913), rodado el 2 de febrero, los Alva muestran a más de 2000 personas congregadas frente a la Penitenciaría de Lecumberri, para acompañar al prócer a su última morada. Atestiguan que poco antes de las 10 de la mañana, hizo su llegada el tranvía fúnebre. Al verlo salir, la gente no puede contenerse y más de dos mil voces gritan “¡Viva Madero!”. Dejaron constancia de cómo la policía reprimió a la improvisada manifestación, y cómo el tranvía fúnebre se abrió paso frente a la muchedumbre y tomó rumbo hacia el Panteón Francés de la Piedad. Dieron cuenta de que en el cementerio esperaba la familia de Madero, y que ninguno de los viejos maderistas hizo acto de presencia, pues todos estaban en fuga de la represión golpista .
Bajo el gobierno de Victoriano Huerta, filmaron vistas como “Victoriano Huerta llegando a Chapultepec” (1913), cuando el 1 de abril el Congreso de la Unión abrió un segundo período ordinario de sesiones, el presidente Huerta asistió a la apertura de la XXVI Legislatura. Otras actualidades de los Hermanos Alva incluyeron “Banquete en honor del General Aurelio Blanquet” (1913) y “Celebraciones de la batalla del cinco de mayo” (1913), donde se muestran las fiestas y cómo estando encabezadas por el general Huerta, el general Mondragón y éste se condecoraron mutuamente por los “servicios prestados en defensa de la patria”. Otro filme de importancia histórica fue el que se tituló la “Disolución de la Cámara de Diputados” en 1913 donde se muestra cómo el 10 de octubre el general Huerta ordenó la disolución de la cámara de diputados y ordenó la aprehensión de 84 de sus miembros, que fueron conducidos a la penitenciaría del Distrito Federal.
La politización del público y cineastas a favor de las insurrecciones ante el régimen de Huerta, ocasionó el endurecimiento del gobierno federal, que lo llevó a decretar el Reglamento de Censura del 23 de junio de 1913. En éste, se prohíben las películas que alteraran el orden público. Ante la presión del gobierno, en “Sangre hermana”, los hermanos Alva optaron por la propaganda oficial anti-zapatista a pesar de filmar en zona dominada por ellos. En el reportaje “Sangre hermana” (1914), hicieron propaganda a “nuestro valiente ejército” y presentaron a las fuerzas zapatistas como hordas turbulentas que incendiaban pueblos, sembraban la desolación y la ruina, haciendo huir aterrorizados a sus moradores, quienes entre las humeantes ruinas corrían llenos de espanto. Ante la presión del gobierno, en “Sangre hermana”, los hermanos Alva optaron por la propaganda oficial anti-zapatista a pesar de filmar en zona dominada por ellos. En el reportaje “Sangre hermana” (1914), hicieron propaganda a “nuestro valiente ejército” y presentaron a las fuerzas zapatistas como hordas turbulentas que incendiaban pueblos, sembraban la desolación y la ruina, haciendo huir aterrorizados a sus moradores, quienes entre las humeantes ruinas corrían llenos de espanto. “Sangre Hermana” encontró su contrapartida en “La revolución zapatista” (1914) de autor desconocido, donde se justificaba abiertamente el movimiento campesino.

## Otros filmes
En la misma etapa de su activa filmación de actualidades y filmes de documentalistas sobre los hechos políticos más significantes del país durante la revolución mexicano, los Hermanos Alva a su vez, produjeron filmes que mostraban aspectos cotidianos de la vida del mexicano y eventos sociales relevantes. 
Los hermanos Alva rodaron “Carrera de automóviles El Imparcial-Puebla”, evento patrocinado por el periódico El Imparcial en Navidad de 1910. En la cinta usaron varias cámaras puestas a lo largo de la ruta, con el objetivo de capturar cuadro por cuadro a la serie de corredores en las diferentes partes del circuito. En 1911 filmaron Aviadores en el campo de Balbuena. El filme registra los vuelos de exhibición de los pioneros extranjeros de la aviación: el francés Roland Garros, René Barrios, Simon Audemars, John Frisbie, al lado del mexicano Alberto Braniff.
El terremoto de México de 1911, fue un sismo ocurrido en la madrugada del 7 de junio, cuyo epicentro se localizó en la costa de Michoacán, ocurriendo el mismo día que el arribo de Francisco I. Madero a la Ciudad de México; el acontecimiento fue capturado por los hermanos Alva. También se encargaron de filmar la fiesta brava en cintas como Corrida de Covadonga (1910) y Fiesta de Toros (1909). 

## Últimos Años
Las últimas actualidades de los hermanos Alva fueron: “La entrada triunfal a la capital del primer jefe del ejército constitucionalista” (1914), “Banquete en el Castillo de Chapultepec” (1914), “Obregón ante la tumba de Madero” (1914), “Entrada de los generales Villa y Zapata a la Ciudad de México” (1914), “Banquete de la Convención” (1914).
Desaparecido el gobierno de Victoriano Huerta, los distintos revolucionarios se dividieron. La identificación de los Alva con el llamado gobierno de la Convención de Aguascalientes parece haber determinado el destino de sus últimas cintas y de ellos como cineastas. Pese a su censura como filmográfica, continuaron como exhibidores. Siguieron regenteando varias salas de cine tanto en la Ciudad de México como en Morelia, hasta ya entrados los años treinta.
1914 fue el último año de filmaciones de los hermanos Alva. En abril tomaron las vistas del espectacular Incendio del Palacio de Hierro, conflagración que prácticamente destruyó el elegante edificio de esa tienda de departamentos de la Ciudad de México.

## Filmografía de los hermanos Alva
Dirección, producción, fotografía y edición a su cargo.
| Año  | Película                                                                          |
| ---- | --------------------------------------------------------------------------------- |
| 1906 | Calle Nacional de Morelia                                                         |
| 1906 | Kermesse del Carmen                                                               |
| 1906 | Concurso de niños                                                                 |
| 1907 | Plaza de la Constitución                                                          |
| 1907 | Nevada del 11 de febrero                                                          |
| 1907 | Kermesse en la Alameda de Santa María                                             |
| 1907 | Inauguración del Tráfico Internacional Tehuantepec                                |
| 1907 | Estatua de Colón en Reforma                                                       |
| 1907 | Calle del Empedradillo                                                            |
| 1909 | Viernes de Dolores                                                                |
| 1909 | Giras políticas de Madero y Pino Suárez (a Yucatán)                               |
| 1909 | Fiesta de Toros                                                                   |
| 1909 | Entrevista de los presidentes Díaz-Taft                                           |
| 1909 | Combate de flores                                                                 |
| 1910 | Presentación de Rodolfo Gaona en la plaza el Toreo                                |
| 1910 | Maniobras Militares                                                               |
| 1910 | Gaona y Lagartijillo en el Toreo                                                  |
| 1910 | Fiestas del centenario de la independencia                                        |
| 1910 | El derby mexicano                                                                 |
| 1910 | Corrida de toros organizada por la Unión universal de estudiantes el 21 de agosto |
| 1910 | Corrida de Segura y Gaona en el Toreo                                             |
| 1910 | La corrida de Covadonga                                                           |
| 1911 | Viaje del señor Madero de Ciudad Juárez a la Ciudad de México                     |
| 1911 | Viaje del señor Madero al sur                                                     |
| 1911 | Últimos sucesos de Ciudad de Juárez                                               |
| 1911 | Triunfal arribo del jefe de la revolución don Francisco I. Madero                 |
| 1911 | Solemne entrega del cañón capturado por las fuerzas insurgentes                   |
| 1911 | Sismo en México el 7 de junio                                                     |
| 1911 | Novillada de la Sociedad de artistas españoles y mexicanos                        |
| 1911 | Manifestaciones en la capital                                                     |
| 1911 | Llegada de la familia del primer mártir de la revolución Aquiles Serdán           |
| 1911 | Insurrección de México                                                            |
| 1911 | Entrega de la bandera del 32.º batallón                                           |
| 1911 | Carrera de autos Imparcial-Puebla                                                 |
| 1911 | Aviadores en el Campo de Balbuena                                                 |
| 1912 | Revolución Orozquista o La revolución en Chihuahua                                |
| 1913 | El aniversario del fallecimiento de la suegra Enhart                              |
| 1913 | La Explotación del Maguey                                                         |
| 1913 | Decena trágica (Angustias y zozobras)                                             |
| 1914 | Sangre Hermana                                                                    |
| 1914 | Incendio del Palacio de Hierro                                                    |
| 1914 | Entrada de los generales Villa y Zapata a la Ciudad de México                     |